# Nguyễn Thành Long (nhà văn)
Nguyễn Thành Long (16 tháng 6 năm 1925 – 6 tháng 5 năm 1991), còn có các bút danh Lưu Quỳnh, Phan Minh Thảo, là một nhà văn Việt Nam.
Truyện ngắn Lặng lẽ Sa Pa viết năm 1970, sau chuyến đi thực tế Lào Cai của nhà văn, được in trong tập Giữa trong xanh (1972). Đây là truyện ngắn tiêu biểu nhất cho phong cách Nguyễn Thành Long. Câu chuyện ca ngợi những con người hi sinh thầm lặng khắp mọi miền đất nước, những nơi đó luôn có những con người được lao động thầm lặng, say mê hiến dâng tuổi trẻ và tình yêu của mình cho quê hương, đất nước.

## Tiểu sử và sự nghiệp
Nguyễn Thành Long sinh tại huyện Duy Xuyên, tỉnh Quảng Nam, nguyên quán ở Quy Nhơn, Bình Định, con một gia đình viên chức nhỏ. Năm 18 tuổi ông chuyển ra học ở Hà Nội và có viết cho báo Thanh Nghị (1943). Trước Cách mạng tháng Tám, ông có tham gia sáng tác theo xu hướng lãng mạn nhưng nhìn chung tác phẩm của ông chưa để lại dấu ấn cho người đọc. Sau Cách mạng Tháng Tám, Nguyễn Thành Long tham gia hoạt động văn nghệ trong những năm kháng chiến chống Pháp (1946-1954) ở Nam Trung Bộ và bắt đầu viết văn vào thời gian này.
Sau 1954, tập kết ra Bắc, Nguyễn Thành Long chuyển về sáng tác và biên tập ở các báo chí, nhà xuất bản. Có thời gian ông còn tham gia dạy ở trường viết văn Nguyễn Du. Ông mất ở Hà Nội ngày 6 tháng 5 năm 1991 vì bệnh ung thư đại trực tràng trong cảnh lặng lẽ khi vợ đi công tác nước ngoài, một con đi học nước ngoài, một con nhỏ đi học.

## Tác phẩm
Nguyễn Thành Long là cây bút chuyên viết về truyện ngắn và ký. Nét đặc sắc trong truyện ngắn của ông là luôn tạo được hình tượng đẹp, ngôn ngữ ngọt ngào, giọng văn trong trẻo, nhẹ nhàng, gần gũi.
Nguyễn Thành Long đã cho xuất bản nhiều tác phẩm văn xuôi (tiêu biểu hơn cả là truyện ngắn, bút ký), gồm các các tập: 
- Ta và chúng nó (tập truyện ngắn, 1950),
- Khúc hát của người cán bộ (truyện vừa, 1950),
- Bát cơm Cụ Hồ (tập bút ký, 1952),
- Gió bấc gió nồm (tập bút ký, 1956),
- Hướng điền (tập truyện ngắn, 1957),
- Tiếng gọi (truyện, 1960),
- Chuyện nhà chuyện xưởng (tập truyện ngắn, 1962),
- Trong gió bão (truyện vừa, 1963),
- Gang ra (tập bút ký, 1964),
- Những tiếng vỗ cánh (tập truyện ngắn, 1967),
- Giữa trong xanh (tập truyện ngắn, 1972),
- Nửa đêm về sáng (tập truyện ngắn, 1978),
- Lý Sơn, mùa tỏi (tập truyện ngắn, 1980),
- Sáng mai nào, xế chiều nào (tập truyện ngắn, 1984),...

Ngoài sáng tác, ông còn là dịch giả hai tác phẩm của Antoine de Saint-Exupéry: Hoàng tử bé và Quê xứ con người (nguyên tác: Terre des hommes).

## Vinh danh
Nguyễn Thành Long nhận được Giải thưởng Phạm Văn Đồng do Chi hội văn nghệ liên khu V trao tặng vào năm 1953 cho tập bút ký Bát cơm Cụ Hồ (1952). Ngày 25 tháng 7 năm 2008, ông được Nhà nước truy tặng Huân chương Lao động hạng Nhì.